# Tétényi Pál
Tétényi Pál (Budapest, 1929. október 3. – 2024. szeptember 8.) magyar kémikus, a Magyar Tudományos Akadémia rendes tagja. Kutatási területe a szerves kémiai katalitikus reakciók mechanizmusa és kinetikája, valamint a szerves vegyületek adszorpciója. 1985 és 1989 között az Országos Műszaki Fejlesztési Bizottság, illetve az Országos Atomenergia Bizottság elnöke.

## Életpályája
1948-ban kezdte meg egyetemi tanulmányait a Budapesti Műszaki Egyetemen, majd 1949-ben átkerült a moszkvai Lomonoszov Egyetemre. Itt szerzett vegyészdiplomát 1954-ben. Ennek megszerzése után Moszkvában maradt, ahol a kandidátusi fokozat megszerzéséhez folytatott tanulmányokat (aspiráns volt) három évig. 
Hazatérte után az MTA Központi Kémiai Kutatóintézet tudományos munkatársa lett. Egy évvel később a magkémiai osztály vezetőjévé nevezték ki. 1960-ban távozott az intézettől. Közben 1959-ben az Országos Atomenergia Bizottság izotópalkalmazási szakbizottságának titkára, valamint az OAB Izotópelosztó Intézetének (ma: MTA Izotópkutató Intézete) igazgatója lett. Itt 1970-ig dolgozott. 
Ötévi akadémiai kitérő (MTA főtitkárhelyettese) után ismét az MTA Izotóp Intézete igazgatója lett. Két év után a Minisztertanács Tudománypolitikai Bizottságának titkárává nevezték ki. 1983 júniusban a Magyar Szocialista Munkáspárt Központi Bizottsága Tudományos, Kulturális és Közoktatási osztályának vezetőjévé nevezték ki, majd 1985 áprilisban az Országos Műszaki Fejlesztési Bizottság elnöke lett, emellett az Országos Atomenergia Bizottság vezetését is átvette, e két testület élén 1989-ig állt. Az OAB-nak 1968 és 1995 között volt tagja, 1971 és 1975 között alelnöke. 
1969-től a Szegedi József Attila Tudományegyetem (2000-től Szegedi Tudományegyetem) címzetes egyetemi tanára, illetve 1977 és 1989 között az MTA Izotópkutató Intézet félállású munkatársa, majd tudományos tanácsadója volt. 1989-ben kutatóprofesszori megbízást kapott. 2012 óta kutatóprofesszor emeritus az MTA Energiatudományi Kutatóközpont Izotópkutató, 2013-tól Energia és Környezetbiztonsági Intézetében.
1957-ben védte meg a kémiai tudomány kandidátusi értekezését Moszkvában, majd 1966-ban megszerezte akadémiai doktori fokozatát. Az MTA Radiokémiai Bizottsága, valamint a Fizikai-Kémiai és Szervetlen Kémiai Bizottságnak lett tagja. 1970-ben megválasztották a Magyar Tudományos Akadémia levelező, 1979-ben pedig rendes tagjává. Közben 1970-ben az akadémia főtitkárhelyettesévé választották, majd 1975 és 1985 között elnökségi tagja volt. 1967 és 1970 között a Tudományos Minősítő Bizottság titkára volt. 
1987-ben a Svéd Mérnöktudományi Akadémia, 1991-ben a Magyar Mérnökakadémia felvette tagjai sorába. Akadémiai tisztségein kívül 1981 és 1985 között a Műszaki és Természettudományi Egyesületek Szövetsége (MTESZ) alelnöke volt. 1985 és 1989 között a Kossuth- és Állami Díj Bizottság alelnöki tisztét töltötte be. Ezenkívül kora politikai életében is aktív volt: 1980 és 1989 között a Magyar Szocialista Munkáspárt Központi Bizottságának volt tagja. Az ACM Models in Chemistry, a Reaction Kinetics and Catalysis Letters, valamint a Scientometrics szerkesztőbizottságában is részt vett.

## Díjai, elismerései
- Akadémiai Díj (1967)
- Állami Díj (1983) – A fémkatalízis elméletének fejlesztése terén elért eredményeiért, a fémek és szénhidrogének közötti kölcsönhatás mechanizmusának, a katalitikus reakció során keletkező felületi képződmények szerepének bizonyításáért, annak geometriai, valamint elektronelméleti megalapozásáért. Megosztott díj Guczi Lászlóval és Paál Zoltánnal.
- Angyalföld–Újlipótváros díszpolgára (1997)
- Budapestért díj (2001)
- A Magyar Köztársasági Érdemrend középkeresztje (2005)
- a Pannon Egyetem díszdoktora 2007

## Főbb publikációi
- On a Kinetic Method for Determining Adsorption Coefficients (1960)
- Investigations on the Chemisorption of Benzene on Nickel and Platinum (társszerző, 1967)
- The Mechanism of Catalytic Hydrogenolysis of Ethane over Nickel (társszerző, 1972)
- Fémekkel katalizált heterogén szénhidrogén reakciók (társszerző, 1974)
- Heterogeneous Hydrocarbon Reaction Catalysed by Metals (társszerző, 1974)
- The Dehydrogenation of Hydroaromatic Compounds on Metals (1976)
- A New Classification of Metal Caralysts in Skeletal Reactions of Hydrocarbons (Nature, társszerző, 1977)
- Reactions of Hydrocarbons on Metallic Catalysts (társszerző, 1982)
- Comparison of Metals and Metal-oxides from the Viewpoint of their Catalytic Effect in some Reactions of Hydrocarbons (1993)
- Adsorption of C1-C3 Alkanes and C2-C3 Alkenes on Ptas Studied by Work Function Changes and Auger Electron Spectroscopy (1998)
- Use of 35S Radiotracer in Catalytic Studies (2006)